# 豊中市立東泉丘小学校
豊中市立東泉丘小学校（とよなかしりつ ひがしいずみがおかしょうがっこう）は、大阪府豊中市東泉丘三丁目にある公立小学校。

## 生徒数
令和6年（2024年）度の生徒数である。近年住宅開発が進められ、生徒数が増加している。
|          | 男子 | 女子 | 合計 | 学級数 |
| -------- | ---- | ---- | ---- | ------ |
| 1年      | 60   | 49   | 109  | 3      |
| 2年      | 54   | 67   | 121  | 4      |
| 3年      | 69   | 58   | 127  | 4      |
| 4年      | 44   | 50   | 94   | 3      |
| 5年      | 52   | 53   | 105  | 3      |
| 6年      | 52   | 51   | 103  | 3      |
| 支援学級 |      |      |      | 9      |
| 合計     | 331  | 328  | 659  | 20     |

## 沿革
- 1978年3月 - 豊中市立泉丘小学校から分離し、開校。[2]
- 1979年4月11日 - 校章制定。
- 1980年2月10日 - 校歌制定。
- 1982年4月1日 - 豊中市立第十七中学校新設に伴い，東泉丘一・三・四丁目を同中学校区に変更。
- 1983年10月28日 - 土俵完成。
- 2000年4月1日 - 通学区域変更　西泉丘三丁目を泉丘小学校との調整区とし、保護者が学校を選択できるものとする。
- 2000年9月27日 - コンピュータ教室設置。
- 2012年3月31日 - 校舎増築(西側)工事完了。
- 2014年4月1日 - 通学区域変更　服部緑地(府道熊野大阪線以北）を校区に編入。
- 2017年4月1日 - 通学区域変更　新千里南町三丁目を南丘小学校へ。

## アクセス[3]
- 北大阪急行電鉄南北線桃山台駅から西へ900m。

- 阪急宝塚線豊中駅から桃山台行バス乗車、熊野町東下車、南東へ約８００ｍ

## 小学校
2017年に校区が変更され、新千里南町三丁目に住む生徒は、豊中市立南丘小学校へ転入させた。尚、2017年に当小学校の新小6にあたるものは豊中市立東泉丘小学校で卒業させ、後述の通りになった。
| 該当住所         | 2017年以前   | 2017年以降 | 2017年東泉丘小学校の新小6 |
| ---------------- | ------------ | ---------- | ------------------------- |
| 新千里南町三丁目 | 東泉丘小学校 | 南丘小学校 | 東泉丘小学校（特例）      |

## 中学校
かつては、豊中市立第十七中学校と豊中市立第十五中学校に進学することとなっていたが、校区再編により2017年度から新千里南町三丁目に在住する生徒を豊中市立第九中学校に通学することとなった。ただ、新千里南町三丁目に住む新小6の生徒は、2017年度に限り豊中市立第十五中学校に進学することを認めた。また、校区再編以前は豊中市立第十五中学校の校区だった東泉丘二丁目は豊中市立第十七中学校に進学することになった。以下、豊中市立第九中学校はT9、第十五中学校はT15、第十七中学校はT17と表記する。
|                  | 2017年以前 | 2017年以降 | 2017年東泉丘小の新小6 |
| 新千里南町三丁目 | T15        | T9         | T15                   |
| 東泉丘二丁目     | T15        | T17        | T15                   |

## 著名な有名人
- 山井大介（元プロ野球選手）